# Río Alcanadre
El río Alcanadre es un río del norte de España, afluente del río Cinca que discurre por la provincia de Huesca. El Alcanadre nace en la sierra de Galardón y desemboca en el Cinca junto a la población de Ballobar.
Discurre de norte a sur atravesando el parque natural de la Sierra y los Cañones de Guara, en la parte oriental de la sierra del mismo nombre, formando a su paso unos profundos barrancos, cañones y gargantas en las calizas eocenas muy apreciados por los barranquistas, tanto españoles como de diferentes países de Europa. El sector del río Alcanadre entre Bara y Bierge que se desciende deportivamente está dividido en cuatro tramos diferentes, denominados Gorgas Negras, Barrasil, Peonera Superior y Peonera Inferior. Más al sur cambia de dirección hacia el este y sudoeste hasta su desembocadura en el Cinca.
Sus principales afluentes son los ríos Used, por la derecha; Mascún, de 13 km, e Isuala, de 39 km, también llamado Balcez, por la izquierda, y Formiga, de 16 km (con el Calcón, de 22 km), Guatizalema, de 73 km (con el Botella, de 22 km), y Flumen, de 120 km, por la derecha. Entre los arroyos que forman barrancos destacan Balluals, a la izquierda; Binueste, a la derecha; Labanería, Bara, Picarazas, Solano y Trabuchas, por la izquierda, y Pacos, por la derecha.

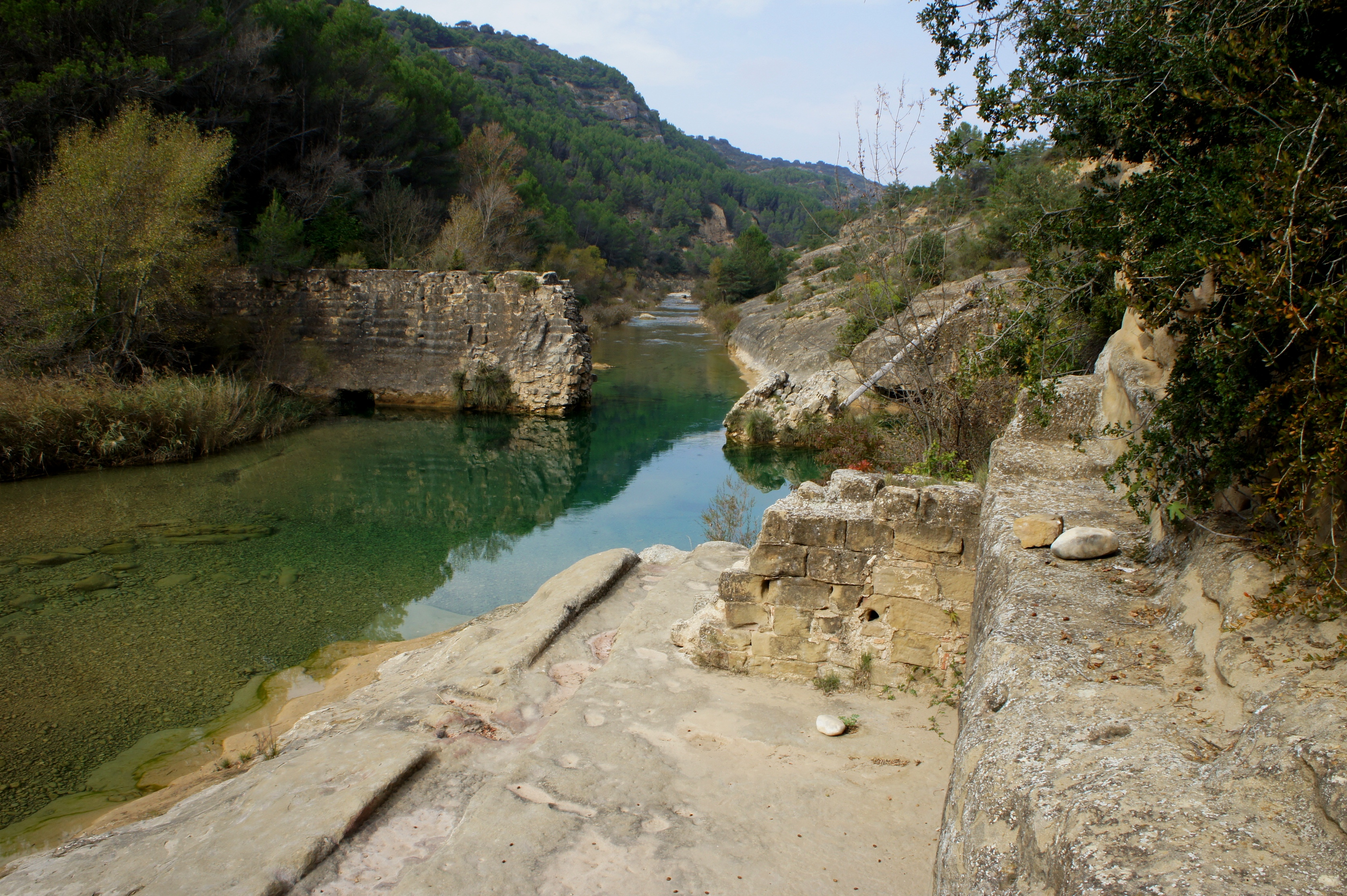
Restos de presa y molino junto al puente de la Famiñosa.

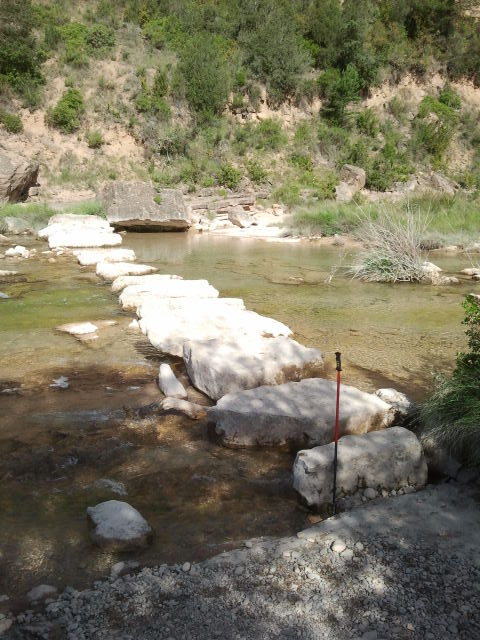
Paso de losas cerca de la localidad de Morrano

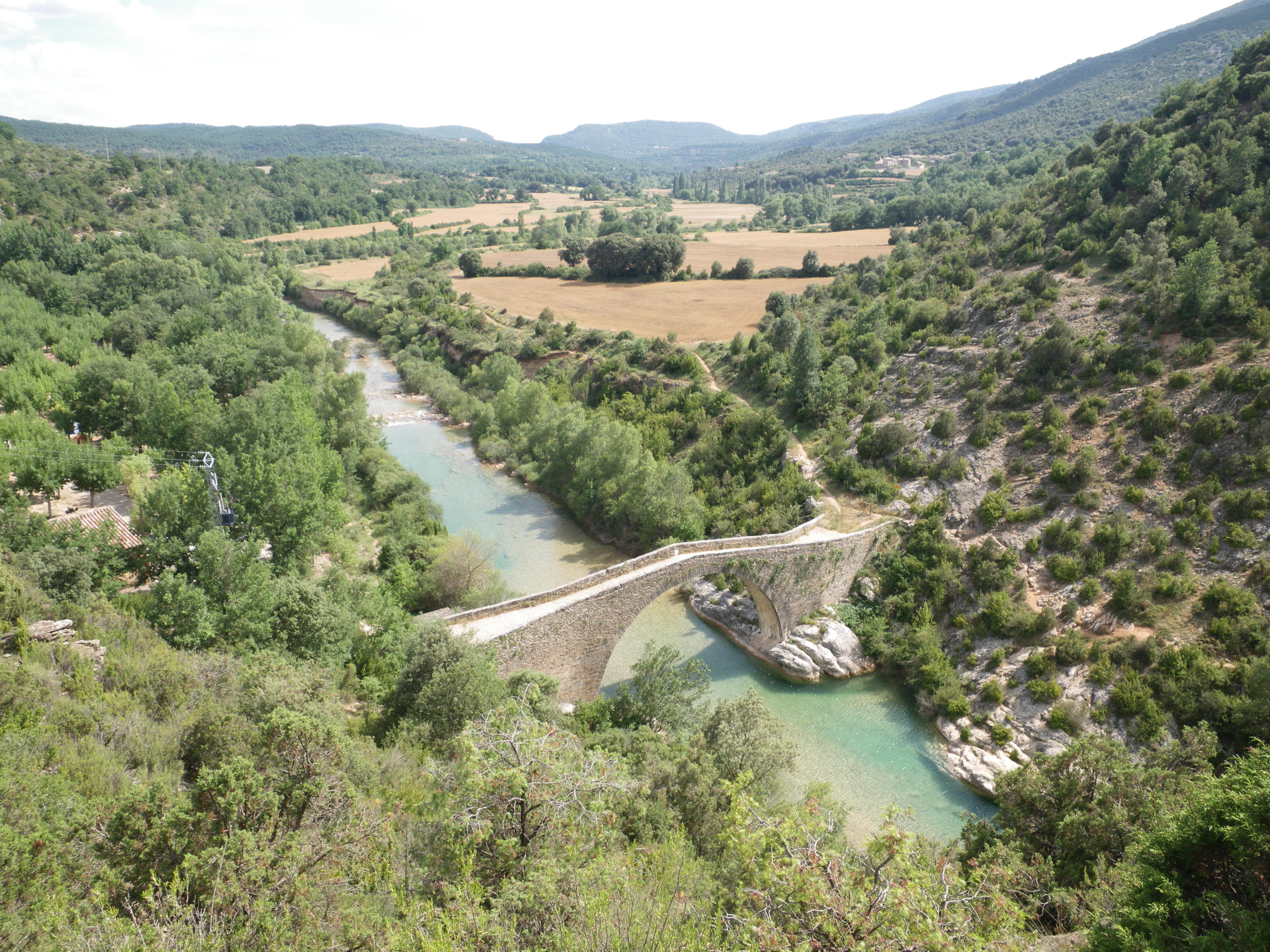
Río Alcanadre en el Puente de Pedruel, cerca de Rodellar.

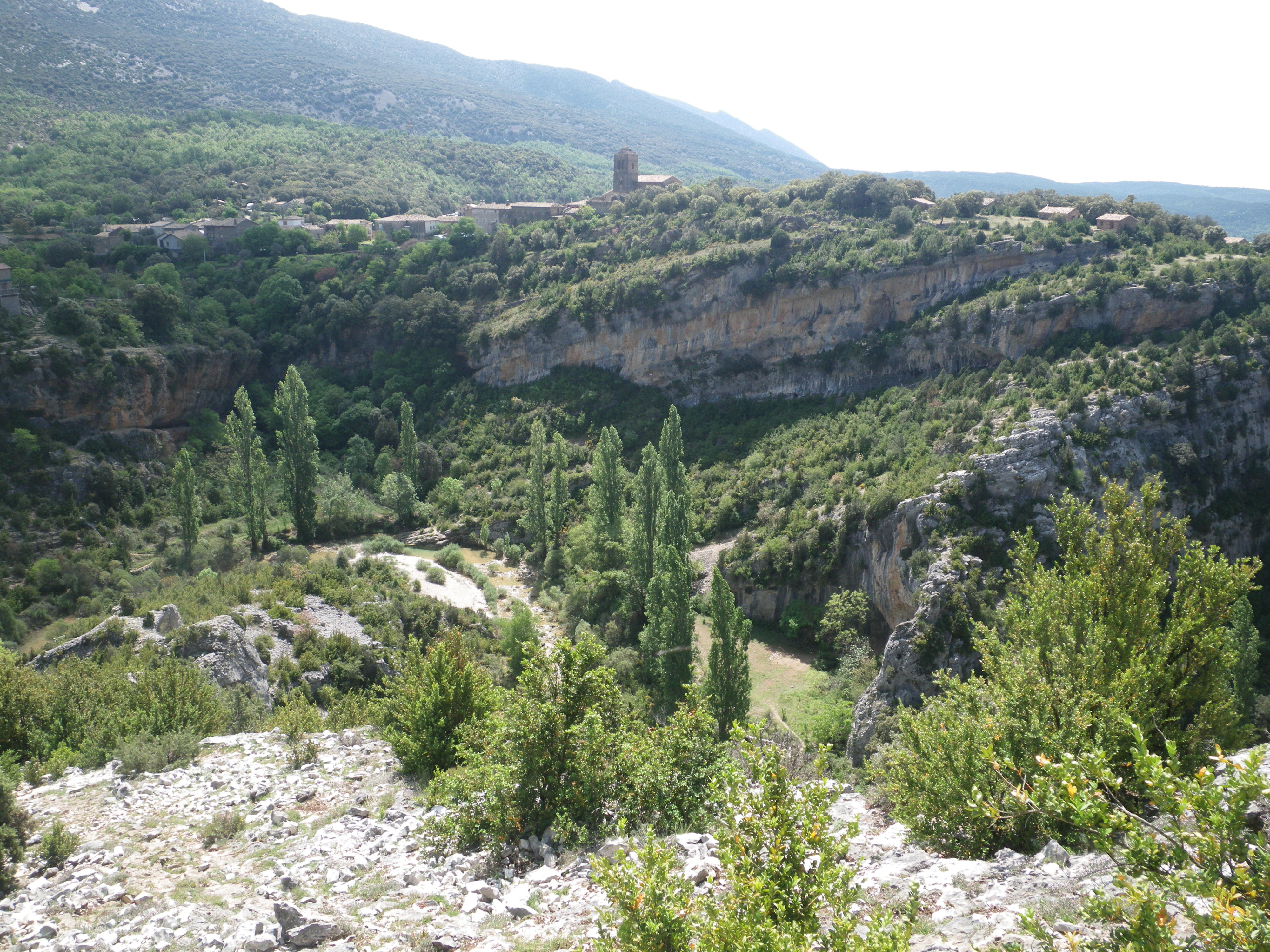
El pueblo de Rodellar, y por debajo, el río Mascún.

## Toponimia
El término Alcanadre proviene del árabe القناطر AL-QANÃȚIR "los puentes"

## Recorrido
El río Alcanadre, con un recorrido de casi 148 km, tiene una cuenca de 3.421 km². Nace en la sierra de Galardón, en el término de Fiscal, a 4 km al norte del pueblo abandonado de Matidero. La altitud media de la cuenca es de 539 m, con una cota máxima de 2076 m en Peña Guara, donde nacen los ríos Formiga y Calcón, y la mínima en la desembocadura, cerca de Ballobar, a 133 m. El río mantiene la dirección norte-sur hasta Albalatillo, donde se junta con el río Flumen. Aquí cambia de dirección hacia el este, obligado por la sierra de Alcubierre, pasa al norte de los Monegros y luego desciende hacia el sudeste hasta la vega del Cinca.
El río se origina en época de lluvias en un lugar llamado Campo Alto, en el Sobrarbe, donde se halla la caseta de Mallatas, a 1652 m, pero no tiene caudal hasta que no se encuentra, a unos 6 km, con la A-1604, conocida como carretera del valle de la Guarguera, entre Sabiñánigo y Boltaña. Poco después, el río pasa junto al pueblo de Matidero, que se eleva al este a 1.212 m, unos 60 m por encima del cauce. Enseguida, el Alcanadre pasa junto a las ruinas del molino de Matidero, donde se hallan también las ruinas de la ermita de la Virgen de Matidero. A la derecha del cauce se eleva entonces el escarpe de Aineto, de 300 a 400 m de altura con cima a 1395 m. A unos 1130 de altura, en un plano, se halla la pardina de Bibán (los restos de una torre defensiva con corral y vivienda) y, al otro lado, a la izquierda del río, también unos 80 m por encima del cauce, las tres casas del pueblo abandonado de Bibán, con los restos de una pequeña iglesia del siglo XVIII. A la salida del escarpe, los barrancos de Binueste, a la izquierda, y de Melons, a la derecha. El valle se ensancha, y en la confluencia del arroyo de Pallaruelo, sale el camino que sube al pueblo abandonado de Binueste, a unos 4 km. El río sigue hasta el molino de Bara (restos del primer molino harinero del río, medieval) y enseguida llega al pueblo de Bara, a unos 6 km de Bibán. Bara, a 935 m, pertenece al municipio de Sabiñánigo, en la comarca del Alto Gállego. Por aquí pasa el GR-1.

### Las Gorgas Negras
Desde Bara, el río pasa entre los montes de San Esteban (1075 m) a la derecha, y la Sierra Betato (1037 m) a la izquierda, recibe al río Used por la derecha y tras un corto giro hacia el este vuelve hacia el sur, cruza el desfiladero de El Tedero y se adentra hacia el sudeste en la garganta de las Gorgas Negras, un cañón donde se practica el barranquismo a lo largo de unos 5 km. La excursión, larga, se inicia en el pueblo de Rodellar y hay que caminar unos 9 km hacia el norte hasta el inicio de las Gorgas, donde se unen los ríos Used y Alcanadre. Una vez el río se adentra en terreno calcáreo, aparecen el desfiladero y las pozas o marmitas con algunos resaltes de varios metros que hay que rapelar. El primer tramo, de unos 300 m, se conoce como pasillo de las marmitas, con una veintena de pozas y un resalte alto. El segundo tramo, llamado Bozos de las Lañas, es un poco más ancho, pero está cubierto de grandes rocas que obligan a repetidos saltos y que acaban en un rápel de 12 m que da inicio al estrecho de Tedero, un paso angosto y fácil donde las calizas del Eoceno dan paso a las más antiguas de Cretácico y aparecen las surgencias o manantiales de agua muy fría. Tras 2 km, el río gira bruscamente hacia el este con el Tozal o pico de Cabeza, de 1870 m, al sur, y el puntal de Tedero, de 1199 m, por encima, al norte, arropado por la sierra de Lupera. Unos 300 m después, aparece la fuente de Custodia, a cuyo norte se encuentra la canal de Ordio, que culmina en la Punta de Santa Marina, a 1455 m, más de 700 m por encima del río. El rio gira de nuevo hacia el sudeste, pasa el estrecho de Pella y, en una zona formada por grandes bloques de piedra se encuentra el salto de los Ganchos, de unos 10 m de altura. Luego sigue una zona de estrechos y badinas o charcas donde destacan el estrecho de Balaguer, el estrecho Alto y el estrecho Bajo, una zona de natación y surgencias de aguas muy frías que acaban en la fuente de San Cristóbal, a 700 m, y una zona llamada Chasa, donde se acaban las Gorgas Negras y desde donde se puede volver a Rodellar caminando en hora y media. Si se sigue adelante, se encuentra la garganta de Barrasil, que termina en el Puente de Pedruel, un poco más abajo de donde el río Mascún se une al Alcanadre, y desde donde también se vuelve a Rodellar.

### Barranco Barrasil
Loa campos de Chasa, al final de las Gorgas Negras, es un lugar abierto donde el río pasa formando pozas entre campos que otrora fueron cultivados. La pequeña llanura acaba en la badina Abargüela, una charca donde el cañón se cierra y empiezan a parecer grandes bloque de nuevo. El río entra en el barranco de Barrasil, y no tarda mucho en llegar a un pequeño meandro llamado Bocazal de los Gatos, donde hay que gatear por un pequeño túnel entre las rocas. Después, se pasa la badina Lavaculos, así dicha por su profundidad, el estrecho de la Ralleta, donde hay que nadar, y una marmita conocida como Olleta, por su forma circular. Desde aquí se puede salir por el camino de la Caixagareta y subir a Rodellar, o seguir por un par de pozas, la Cueva Cerbona y el estrecho de la Badina Ajuntadero, de 150 m de largo, que obliga a ir nadando hasta el puente de Pedruel, final de la garganta.

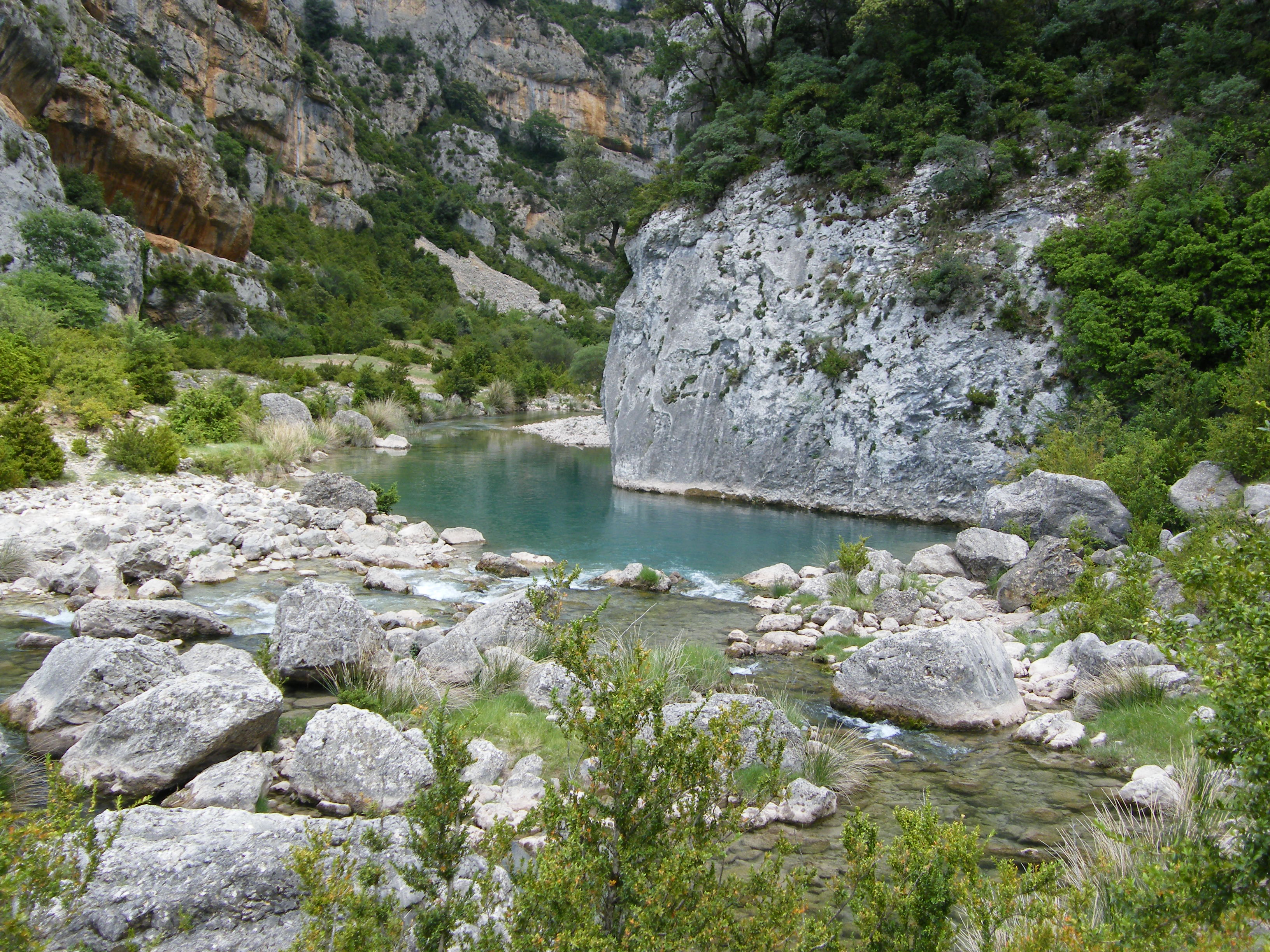
Río Alcanadre a la entrada del barranco de Barrasil en 2009

### Barranco de la Peonera
Desde el puente de Pedruel, donde se halla el camping El Puente, el río pasa por un tramo abierto de unos 3 km donde se encuentra el pueblo de Pedruel y a poca distancia hacia el este el de Las Almunias de Rodellar. Una bifurcación del río en esta zona llana pasa por el molino del Valle de Rodellar y se une antes de un meandro que rodea la ermita de La Trinidad. Poco después se inicia otro tramo de barranquismo conocido como la Peonera.

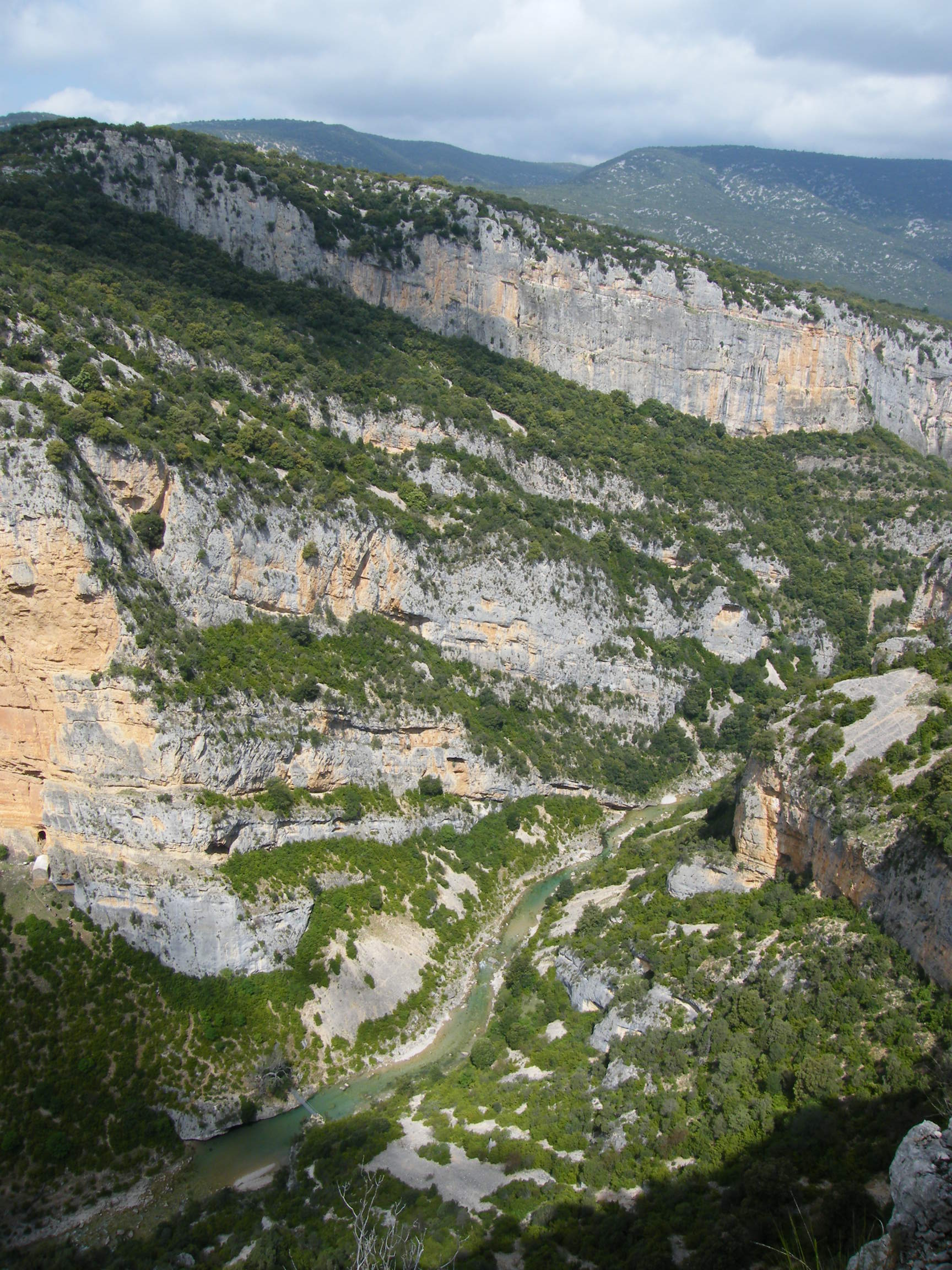
Vista desde el mirador de San Martín sobre el valle del río Alcanadre. Una vía, equipada con cadenas, a la izquierda, permite descender hasta el puente metálico de la esquina inferior izquierda, el puente de Quejigo.

La Peonera tiene dos tramos, el superior y el inferior. La superior empieza en el cañón de San Martín, un meandro a la izquierda del Alcanadre donde se encuentran varias cuevas (San Martín, Naya) y la fuente de los Arenales, donde suele empezarse la travesía. Después de pasar el caos rocoso de los Bozos de Telito y junto al barranco Naya, a la izquierda, se llega al Caos de Conciatas, un caos de tres bloques de roca empotrados que obliga a pasar por el agua y que para muchos es el límite superior si no se quiere ir nadando. Al lado, la fuente Conciatas. Desde aquí, hay al menos tres caminos: el de la Fajeta del Ordio, a la izquierda, es más fácil; el de la Fajana Martín Juan, asciende a la Piedra de San Martín que ofrece un mirador a más de 300 m sobre el río, y el de los Gradones es más peliagudo. De vuelta al río, se encuentra el puente nuevo de O Caxigo o Quejigo, sobre la badina Quejigo, que lleva a la senda de los Gradones, que sale del cañón. Bajo la inmensa pared abovedada de la Piedra de San Martín se encuentra la ermita de San Martín de Alcanadre, y encima la Cueva de San Martín. Volviendo al río y tras pasar nadando la badina de Quejigo se encuentra el estrecho de Lacarra, rodeado de paredes verticales que hay que pasar a nado, y una zona caótica con pozas conocida como Bozoplano. Le sigue la badina Cebollero, a 619 m, donde termina la garganta y se sale del barranco.
El río sigue por una zona llamada Trucasians, donde forma una pronunciada curva y tras el barranco de San Juan, atraviesa el estrecho de Escaliguala, que termina en la cueva de los Tisidores, por cuyo interior se puede nadar. Destaca en lo alto, el Huevo de Morrano.
La Peonera inferior empieza después de la cueva de los Tisidores, en el estrecho de Los Fornazos, lleno de resaltes y badinas hasta la fuente de Tamara, donde el barranco se abre y el río discurre plácidamente hasta la Fuente de El Puntillo, donde hay otro caos de rocas con saltos de hasta 10 m. Desde aquí, el río sigue plácido hasta el salto de la presa de Bierge, donde se halla el molino de Bierge y la carretera A-1227.

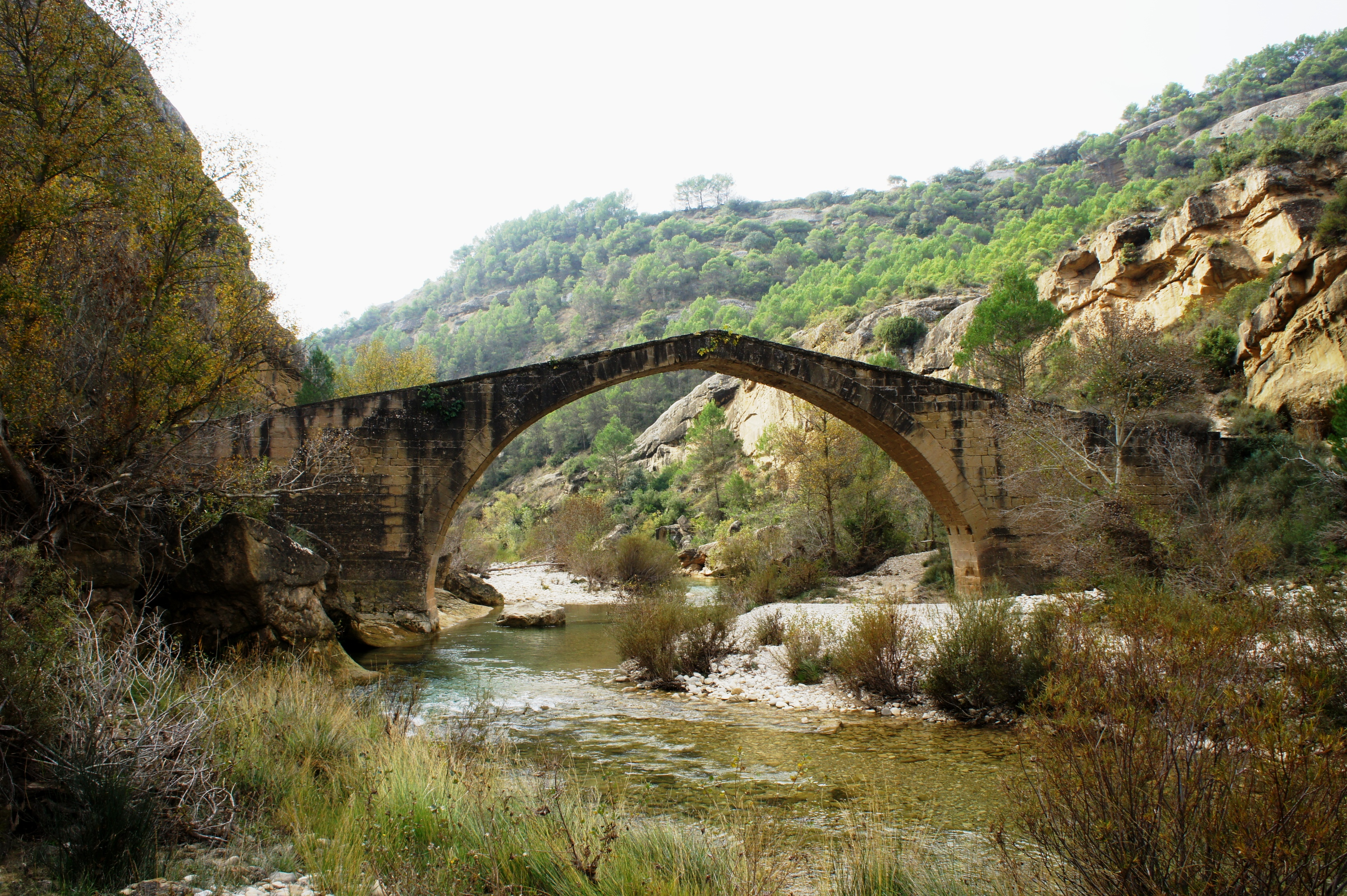
Puente de la Famiñosa sobre el Alcanadre, aguas abajo de Bierge, cerca de Abiego.

Desde Bierge, el río Alcanadre se dirige hacia el sudoeste y cuando recibe al río Formiga, sale del Parque natural de la Sierra y Cañones de Guara. Entonces se dirige hacia el sur, cruza bajo la autopista A-22, pasa junto a Pertusa, recibe al río Guatizalema, también por su derecha, y poco después de Albalatillo gira hacia el sudeste, bordeando Los Monegros por norte hasta su encuentro con el río Cinca.

## Perfil ecológico

### Entre Galardón y Matidero
En un primer tramo (5,3 km hasta Matidero), el río Alcanadre discurre encajonado entre las laderas de las sierra de Galardón, formando cascadas de toba y pequeñas balsas, mientras se abre paso hacia una zona de prados, rodeada de pequeñas colinas boscosas cerca del pueblo abandonado de Matidero. El terreno está formado por areniscas y conglomerados a los que se añaden más adelante arcillas y margas. El cauce, formado por piedras y cantos da lugar a pequeños rápidos y balsas poco profundas. En la ribera, apenas hay algunos arbustos de bojes, espino blanco, sauces y escaramujos, pero la estrechez mantiene el lecho del río a la sombra. Más allá de la ribera, el paisaje está dominado por el pino silvestre, excepto en los llanos cercanos, donde se han habilitado pastos para vacas. El primer sector es demasiado empinado y separado por pequeñas cascadas, pero el siguiente, más llano, está poblado de truchas y barbos. Hasta la carretera entre Sabiñánigo y Boltaña, el río está inalterado, salvo por el acceso del ganado, que impide el crecimiento de la vegetación de ribera. Hay una captación de agua para Boltaña y los restos de una pequeña gravera abandonada. El agua está muy carbonatada y forma cascadas de toba en el primer tramo.

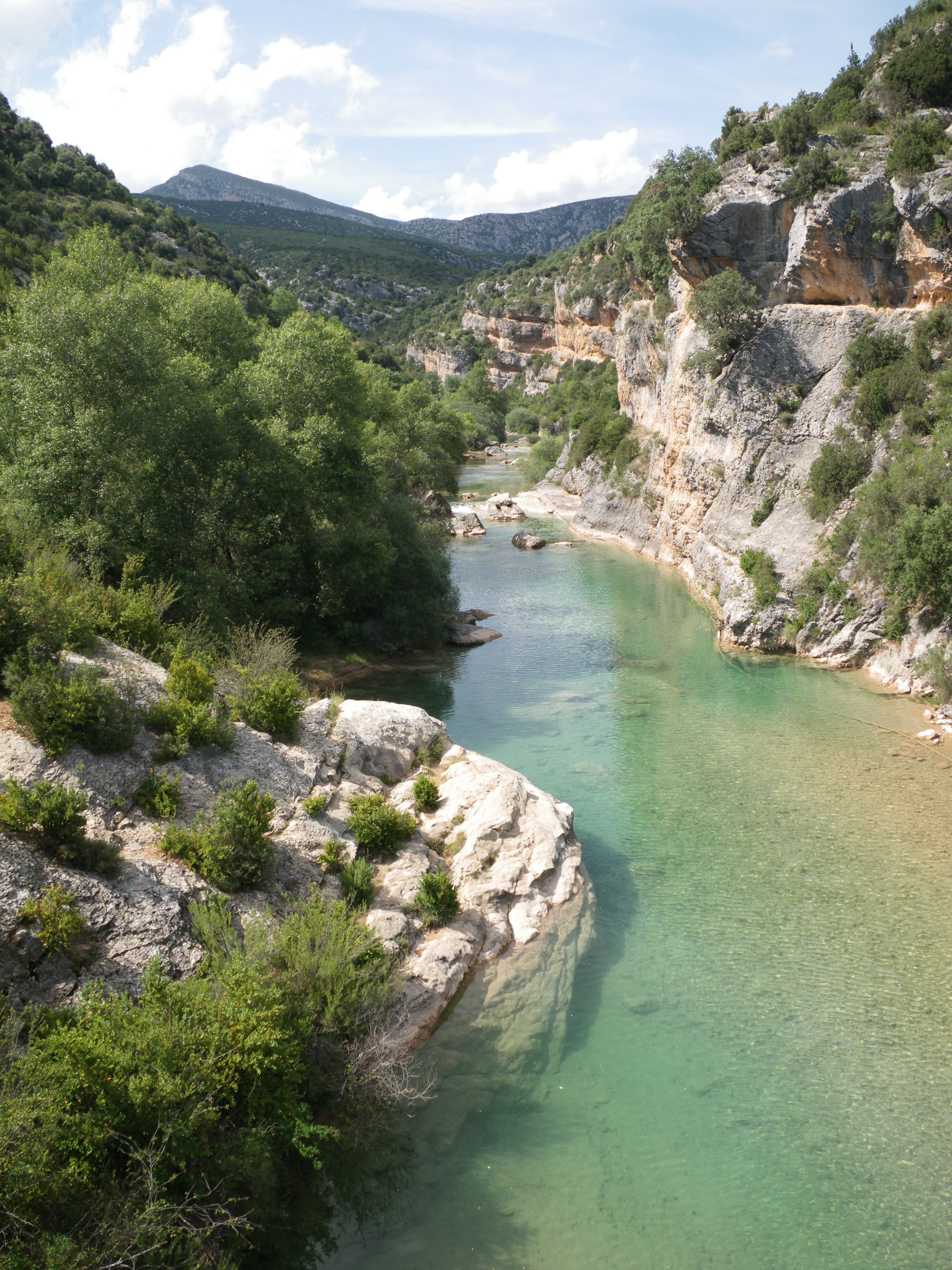
El río Alcanadre, aguas arriba del Puente de Pedruel.

### Entre Matidero y las Gorgas Negras
En un segundo tramo, entre Matidero y las Gorgas Negras, de 11,4 km, el valle se estrecha y se va adaptando a las estribaciones montañosas, formadas por margas, arcillas y areniscas del Oligoceno, que se convierten en margas del Eoceno antes de Bara, donde el paisaje se abre y la pendiente se suaviza entre colinas onduladas, antes de las primeras estribaciones de la sierra. El río Used, que casi dobla el caudal, marca el final del tramo. En el lecho, de roca madre con cantos, gravas y arenas, se suceden las pozas, unidas por rápidos y cascadas de hasta 5 m. El paisaje, formado por densos pinares, se convierte en arbustos en las riberas: sauces, bojes, espino blanco, mirto y enebro rojo. Entre la fauna, trucha y barbo, y entre las aves, mirlo acuático. Solo hay una pasarela para el ganado en Bara y un par de pequeños azudes, muros para aumentar el caudal, en este tramo.
En un tercer tramo, que incluye las Gorgas Negras y las de Barrasil, de 8 km, el río se encañona entre calizas del Cretácico superior. En las Gorgas Negras hay cinco resaltes de más de 5 m y varios estrechos y zonas de caos rocoso de solo 3 m de anchura. Domina la roca madre caliza. Hay numerosas surgencias de aguas frías y el único afluente es el río Mascún, que solo es importante durante las crecidas. La falta de luz hace que haya poca vegetación de ribera, y en los pocos sitios donde el río se ensancha hay algunos sauces, boj, rusco, sabina y cornicabra.

### Entre Pedruel y el barranco de la Peonera
En un cuarto tramo, de 3 km, el río recorre los llanos entre Pedruel y Las Almunias de Rodellar o más bien, la ermita de la Trinidad, donde el río se embarranca de nuevo. En esta zona, el río está rodeado de campos de cultivo, además del camping del puente de Pedruel. El agua es somera, con algunas balsas y playas de cantos y gravas. Sigue habiendo truchas y barbos. Junto al cauce crecen chopos, higueras, majuelos, sauces y cornejos. En las laderas, aparece la encina. Entre las aves, mirlos, pájaros carpinteros, buitres leonados y el quebrantahuesos.
En un quinto tramo, de 13,2 km, que ocupa el barranco de la Peonera, el roquedo sigue dominado por las calizas del Eoceno con algún conglomerado del Mioceno. El caudal es constante debido a las surgencias. Debido al encañonamiento, desaparece la vegetación de ribera, con solo algunos sauces. Los acantilados de más de 300 m de altura favorecen la presencia de rapaces, buitres, alimoches y milanos.

### Entre Bierge y el Guatizalema
En un sexto tramo, entre la presa de Bierge y Pertusa, de 25 km, el río entra en el somontano, un paisaje dominado por amplias colinas y llanos. El lecho es más ancho, formando meandros, con playas de cantos y gravas, siempre entre paredes. En la primera mitad hay truchas, y barbos y madrillas como especies más abundantes. En la ribera hay sauces, chopos, fresnos, saúcos y zarzas. El aislamiento de la zona permite la existencia de nutrias. En la zona de Lascellas hay una playa muy frecuentada.
El siguiente tramo, entre Pertusa y el Azud del Huerto, poco antes de recibir al río Guatizalema, tiene 11 km. El cauce sigue encajonado entre paredes, aunque no tan altas, de 20 a 30 m, ni escarpadas. Los llanos y montes ondulados son propios del norte de Los Monegros. Siguen las areniscas y margas del Mioceno, con gravas, conglomerados y arcillas del cuaternario. El entorno está ocupado por terrazas de cultivo de regadío (maíz), con agua del canal del Cinca sobre todo. A la izquierda del río se encuentra la población de Torres de Alcanadre, rodeada de regadíos y canales (los barrancos de Barbamuro y de la Huerta). Hay una presa en El Coscollar y otra en Los Mallacanes, y entre medio una pequeña central hidroeléctrica abandonada. Apenas hay vegetación de ribera, salvo algo de espadaña y carrizo, y los sauces y chopos (Populus nigra y Populus alba) omnipresentes, junto con arbustos del género Tamarix, favorecido por el clima árido y seco. En 2002 abundaba el cangrejo rojo. Las balsas, las islas de vegetación y las tablas favorecen la presencia de peces: barbo, madrilla, carpa, gobio y bagre. Hay patos, garzas reales y nutrias. Los azudes son pequeñas presas para retener el agua.

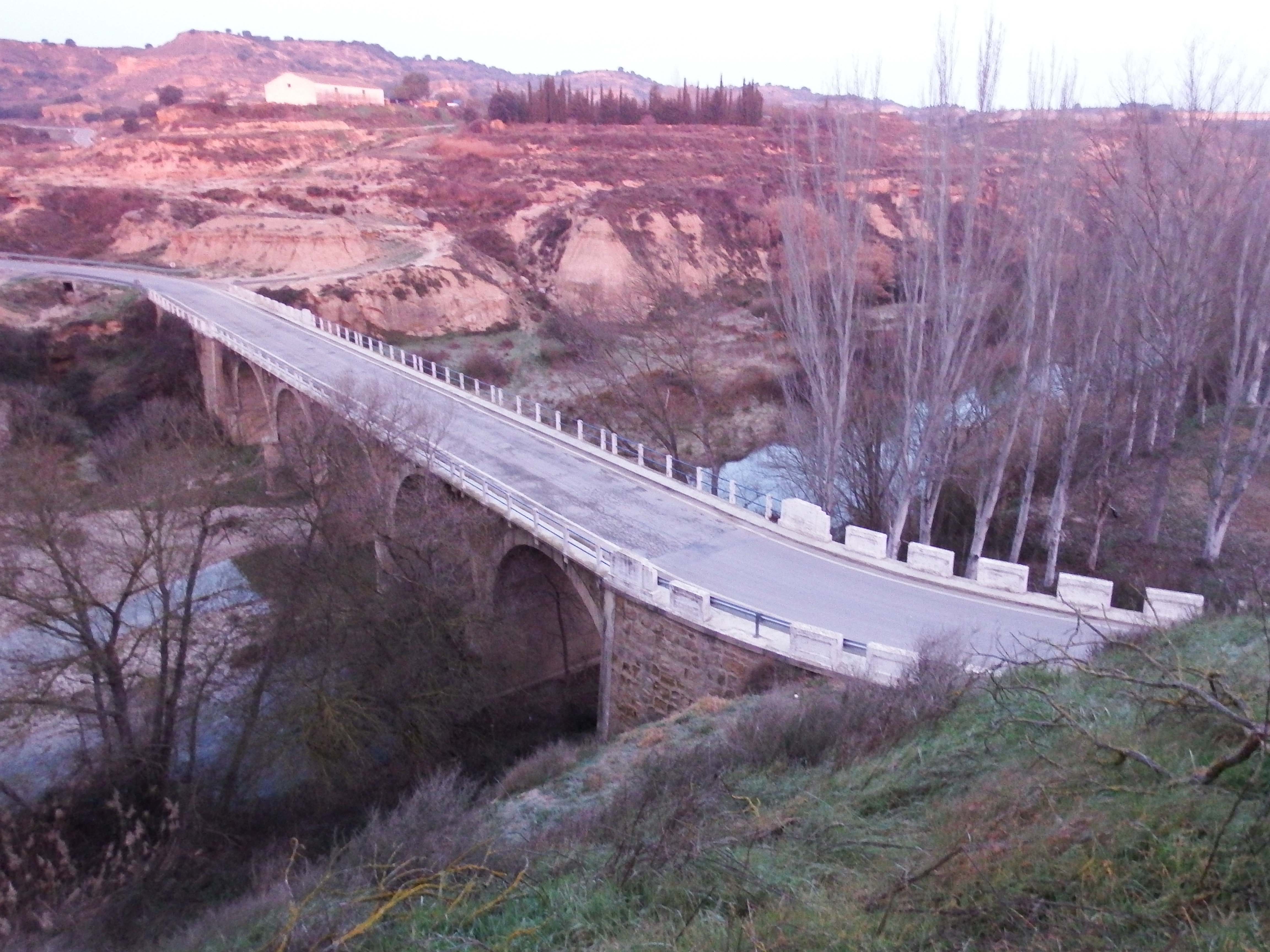
Río Alcanadre en Pertusa, bajo el puente de la A-1217

### Entre el Guatizalema y Ballobar
En un octavo tramo, entre el Azud de Huerto y el encuentro con el río Flumen, de 28,6 km, el río se va abriendo a una llanura fluvial rodeada de zonas endorreicas como la de la laguna de Sariñena. El cauce se abre hasta los 50 m de anchura, con aguas someras. Tras el agua extraída en Azud del Huerto, el río Guatizalema refuerza el caudal por su derecha. Los regadíos que abundan en toda la zona (maíz), con agua principalmente del Cinca, vierten el agua sobrante al Alcanadre, ya no tan limpio como antes. Sigye habiendo barbo, carpa y madrilla, así como cangrejo rojo. En las riberas, abundan el chopo, el taray, la higuera y la sarga, así como el carrizo, la caña común y algunos alisos y fresnos. En este tramo hay dos puentes y la vía férrea, al norte de Sariñena (4.200 hab.), que está a orillas del río, a unos 300 m de altitud.
En el último tramo, el río gira bruscamente hacia el este al recibir a su afluente más importante, el Flumen (4,7 m³/s de media anual) y recorre 42 km hasta su desembocadura en el Cinca. Aquí, discurre por una llanura con un lecho de hasta 1 km de ancho, rodeado de las colinas secas típicas de Los Monegros, formadas por margas, calizas y yesos del Mioceno. El cauce, que puede alcanzar 100 m de anchura, avanza formando meandros, formando en algunos casos islas de vegetación. El caudal del Alcanadre oscila entre 3 y 25 m³/s, con un mínimo invernal y subidas tres veces al año hasta los 50 m³/s y esporádicamente hasta los 100 m³/s. Cerca, se encuentran las poblaciones de Sena, Villanueva de Sigena, Ontiñena, Chalamera y Ballobar. En los últimos kilómetros, el lecho, de una anchura constante, se hunde entre las colinas de los Monegros un centenar de metros, mientras el río va trazando meandros regulares, sobre todo a partir de Villanueva de Sigena. En esta zona, las aguas están contaminadas. Aguantan barbos, carpas y el cangrejo rojo. En las islas, patos, garzas reales y ocasionalmente cormorán. En el lecho hay varias graveras.